# Університет Ювяскюля
Університет Ювяскюля (фін. Jyväskylän yliopisto, швед. Jyväskylä universitet) — державний вищій навчальний заклад розташований у місті Ювяскюля. Третій за величиною університет Фінляндії після Гельсінського та університету Турку.
У 2013 році в рейтингу авторитетної британської компанії QS Quacquarelli Symonds університет займав 299 місце серед кращих університетів світу.

## Історія
Заснований у 1934 році, але своїм попередником може вважати Учительську гімназію — перший вищій фінномовний навчальний заклад для підготовки вчителів, відкритий в місті у 1863 році.
У 1983—1984 роках в університеті, вперше у Фінляндії, введено викладання музеєзнавства як окремої дисципліни; у 1989 році введена ставка викладача, а у 1998 році — професорська ступінь.
У 2010 році на сайті університету помилково були опубліковані дані близько 4 тисяч студентів, що проходять стажування за кордоном у зв'язку з чим проведено розслідування.
У 2013 році президент Фінляндії Саулі Нійністе у зв'язку з 65-річчям був удостоєний ступеня почесного доктора Ювяскюлянського університету.

## Навчання

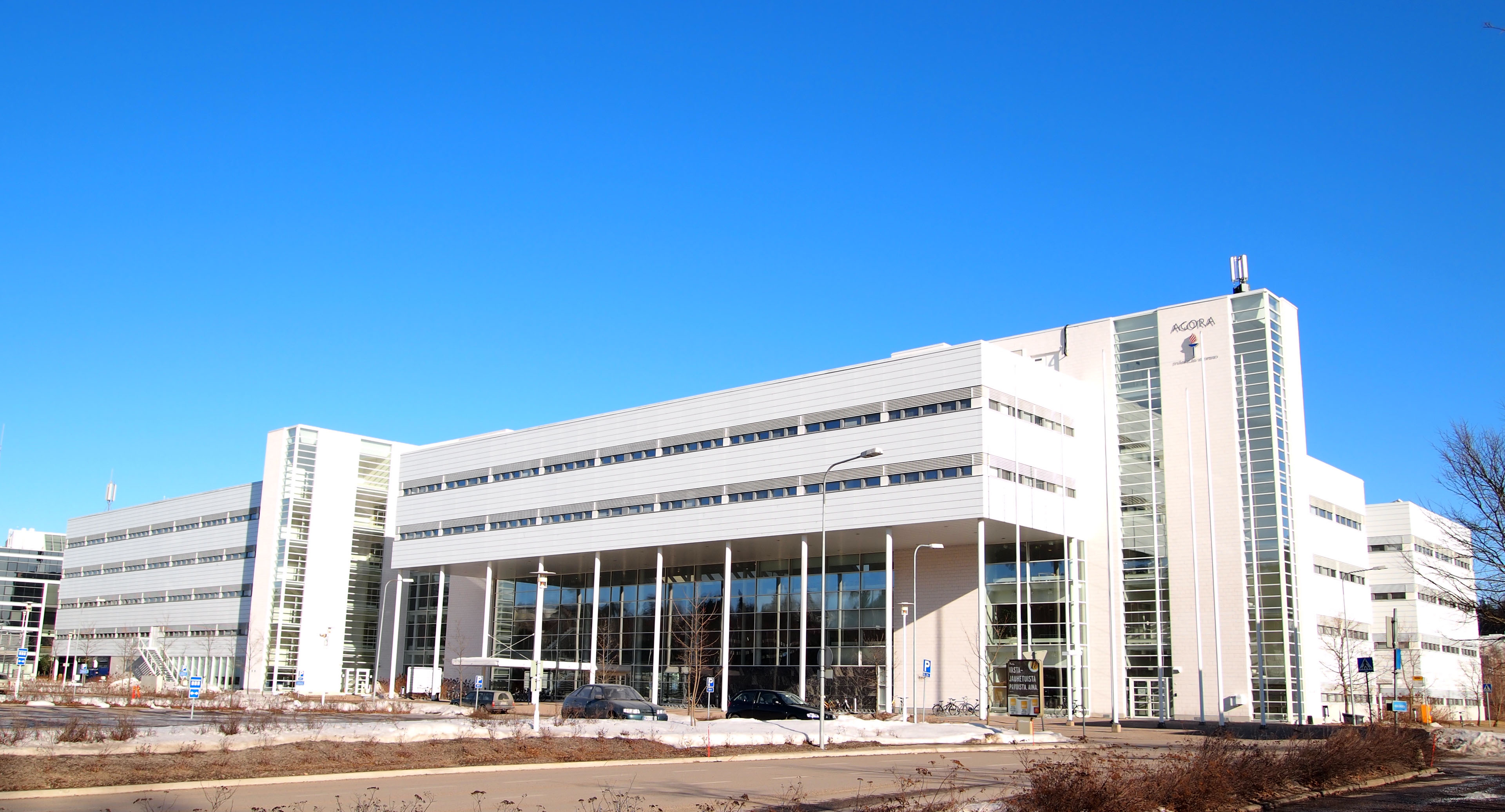
будівля Agora

В університеті є сім факультетів (у тому числі єдиний в країні факультет фізичної культури), на яких навчається 15 тисяч студентів та 25 тисяч дорослих учнів. Велика мережа обміну студентами і викладачами налічує понад 350 зарубіжних університетів.
У співпраці з Радою студентів університет пропонує іноземним студентам ряд послуг, включаючи розміщення в студентських квартирах, орієнтаційну програму, тьюторів, виступи університетського симфонічного оркестру, кількох хорів і музичних гуртів, студентський театр та рок-клуб.